# خوشبوکننده هوا

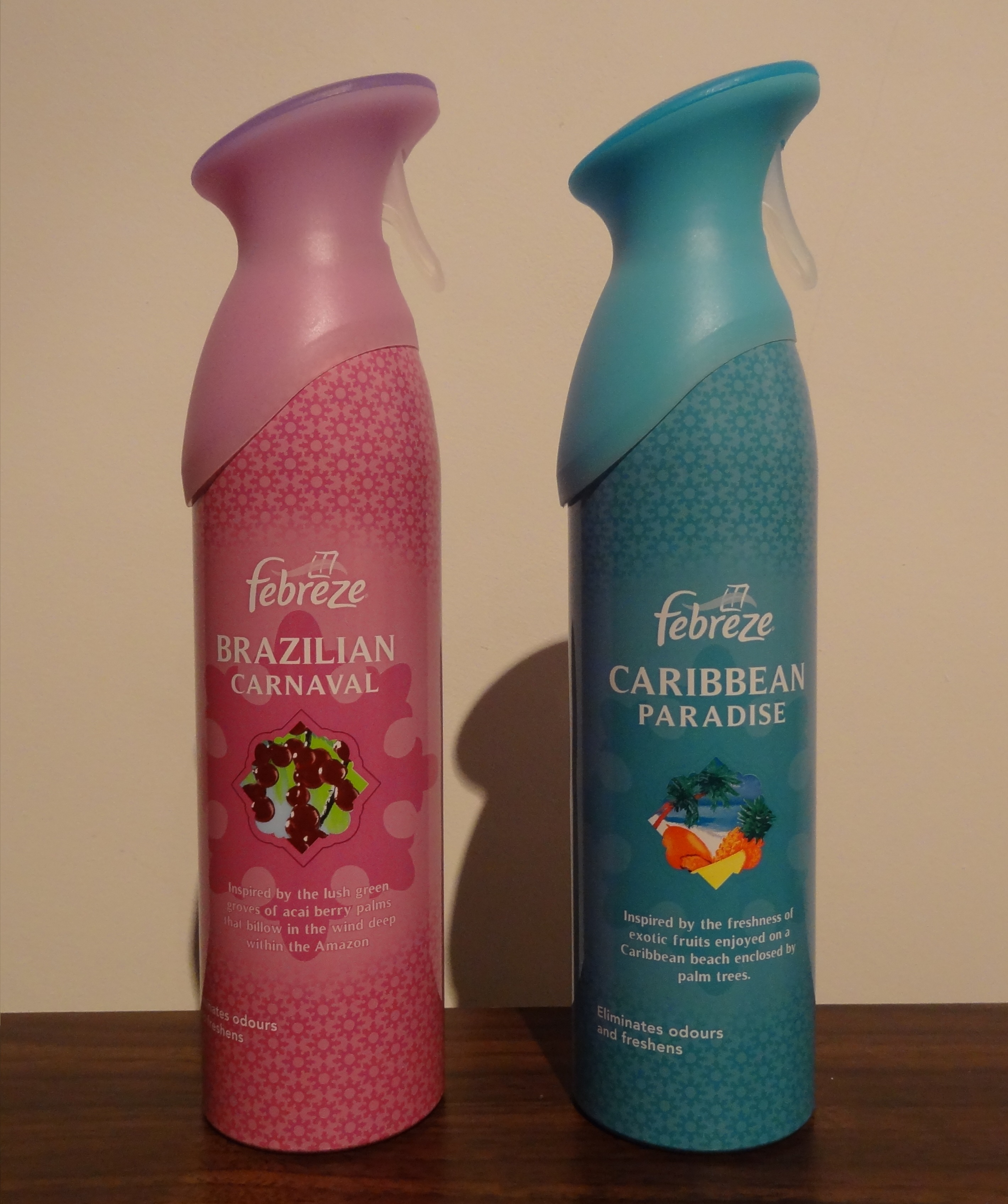
خوشبوکننده هوا برند فبریز

خوشبوکننده هوا (انگلیسی: Air freshener) محصولی است که برای کاهش بوهای ناخواسته یا معرفی عطرهای مطبوع در فضاهای داخلی طراحی شده است. خوشبوکننده‌های هوا معمولاً برای پوشاندن بوهای نامطبوع، عطر ساطع می‌کنند، اما ممکن است از روش‌های عمل دیگری مانند جذب، اتصال یا تغییر شیمیایی ترکیبات موجود در هوای نامطبوع، کشتن ارگانیسم‌های تولیدکننده بو، یا مختل کردن حس بویایی برای کاهش درک ناخوشایند نیز استفاده کنند.

## نگارخانه

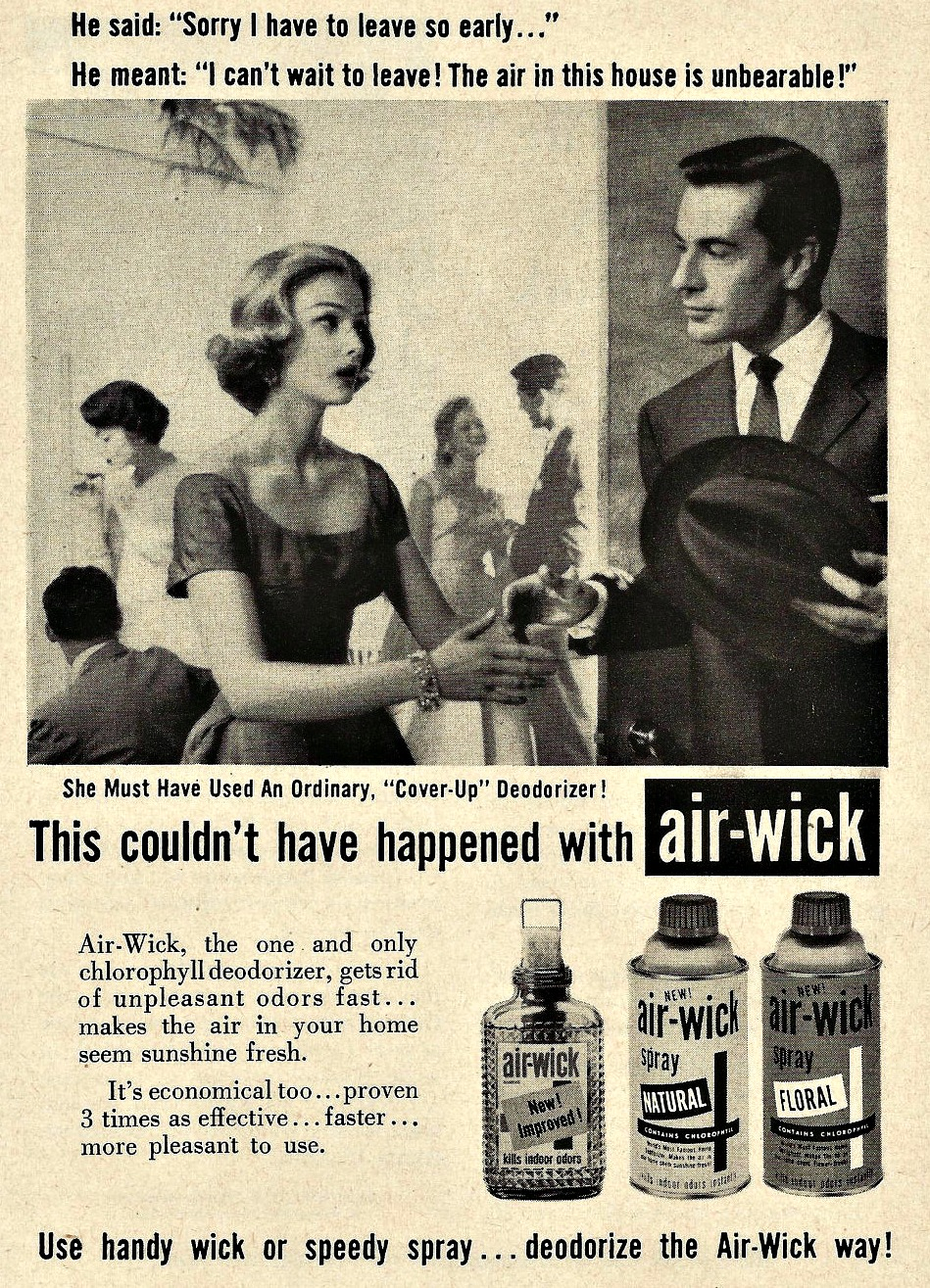
آگهی چاپی خوشبوکننده‌های مایع برند ایر ویک، سال ۱۹۵۷ میلادی
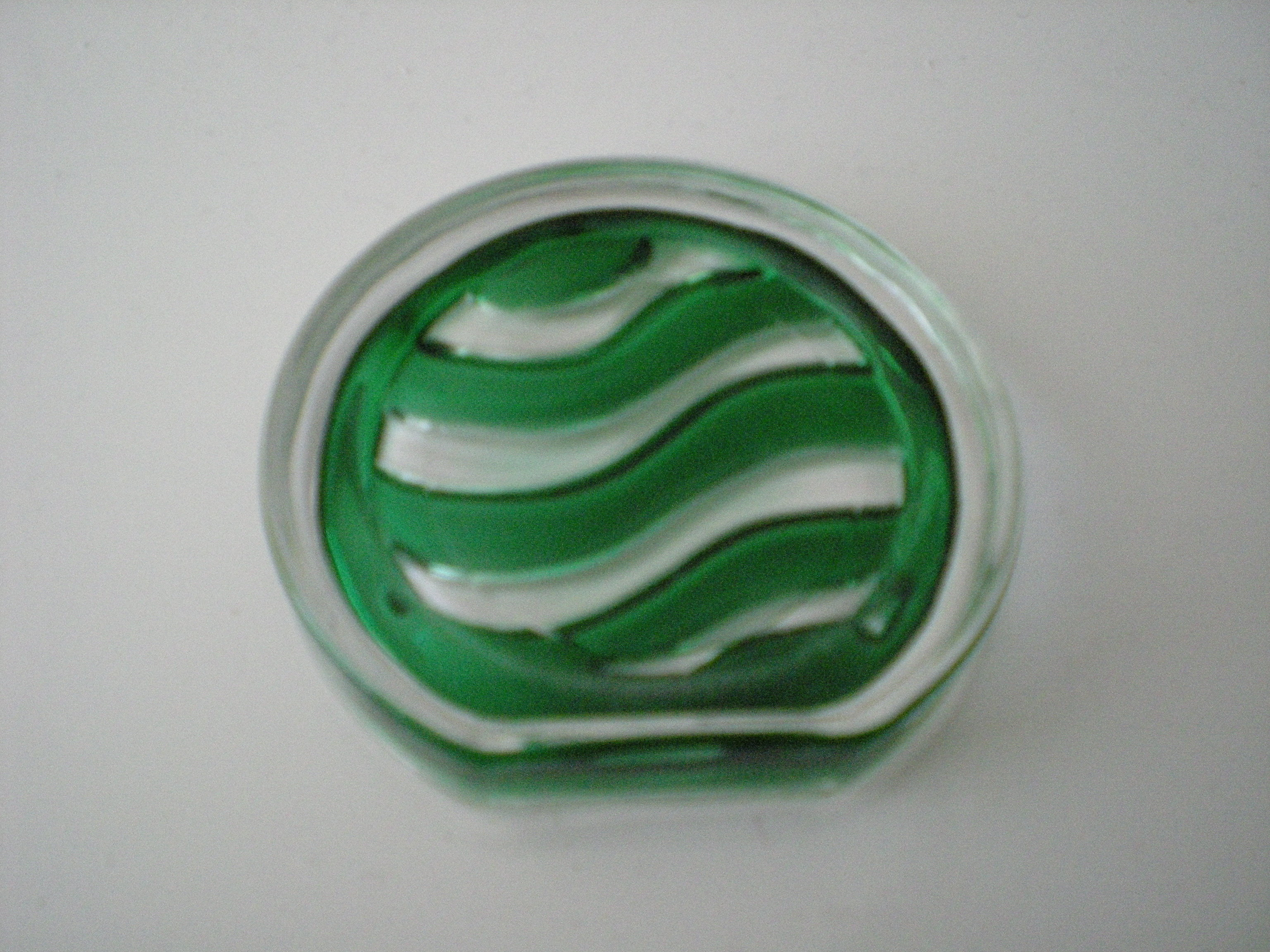
خوشبو کننده هوا ژل پایه
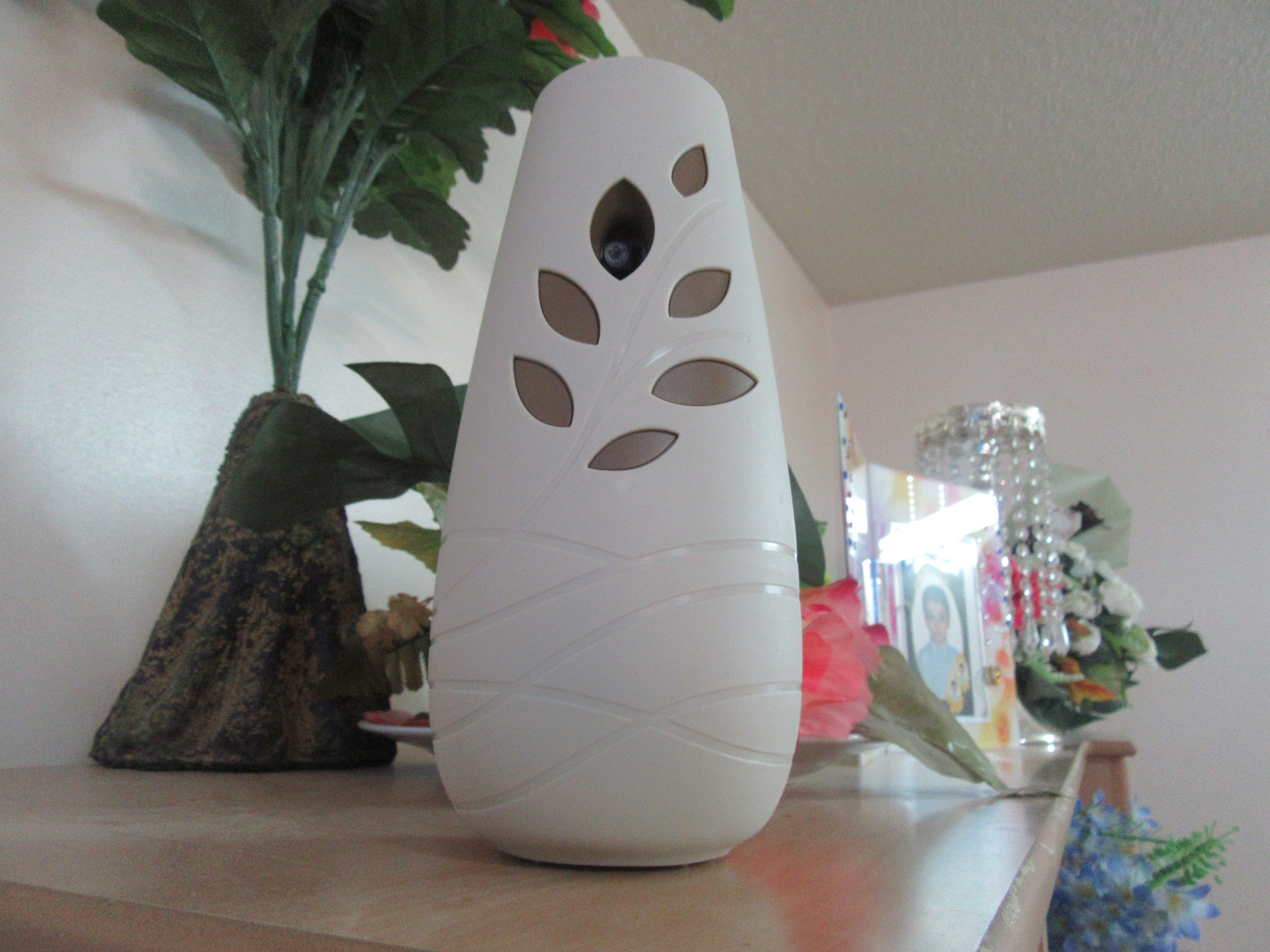
خوشبو کننده هوا خودکار
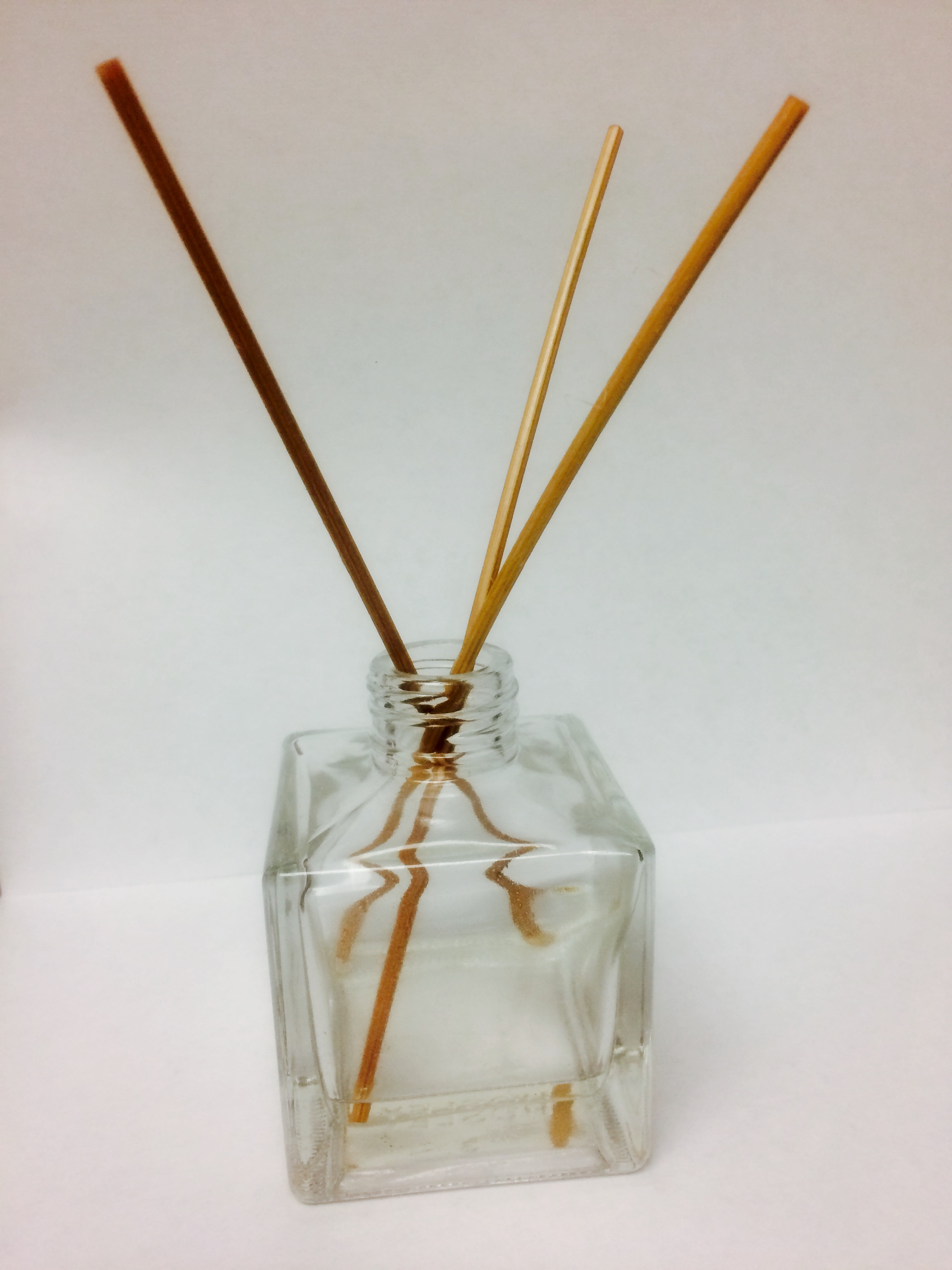
خوشبوکننده نی‌دار